# چرا (ترانه آنی لنکس)
«چرا» (به انگلیسی: Why) ترانه‌ای از آنی لِنِکس و اولین تک‌آهنگ از اولین آلبوم استودیویی او به‌نام دیوا است که در سال ۱۹۹۲ منتشر شد. این ترانه در زمان انتشارش در ایتالیا شمارهٔ ۱ جدول‌های فروش موسیقی شد و در بلژیک، کانادا، دانمارک، ایرلند، هلند، نروژ، لهستان، سوئد، بریتانیا و جدول معاصر بزرگسالان مجلهٔ بیلبورد جزو ۱۰ ترانهٔ پُرفروش روز بود.
در سال ۲۰۱۵ وبسایت استریوگام در گزینش ۱۰ ترانهٔ برتر لِنِکس، «چرا» را در صدر فهرستش قرار داد و از آن با عنوان «یک کلاسیک ماندگار» یاد کرد.

## نقدها
استفانی زاکارک طی نقدی بر آلبوم دیوا در انترتینمنت ویکلی نحوهٔ ادای کشدار کلمهٔ «چرا» توسط لِنِکس را به گستراندن یک طاقهٔ ساتَن تشبیه کرده‌است. زاکارک با یادآوری این موضوع که «چرا» اولین اثر انفرادی لِنِکس پس از جدائیش از یوریتمیکس است، ملودی‌های فاخر و اشعار سادهٔ دیوا را عامل نقش بستن یک «چرا» ی طولانی و تأمل‌برانگیز در ذهن شنونده دانسته‌است.
رابرت هَم (منتقد موسیقی) «چرا» را نسخهٔ موزیکال مدل کوبلر-راس دانسته‌است. به عقیدهٔ او لِنِکس در مرحلهٔ غم و اندوه از معشوق سابقش «تا لبهٔ آب» استقبال می‌کند تا بر «شک و تردیدها» فائق آید و «آنچه در فکرش می‌گذرد» را بیرون بریزد و در انتهای ترانه با تکرار جملهٔ «نمی‌دانی چه احساسی دارم» وارد مرحلهٔ پذیرش می‌شود.

## ویدئو
ویدئوی «چرا» را سوفی مولر بریتانیایی کارگردانی کرده‌است. این ویدئو در ونیز و هم‌زمان با عکاسی تصاویر جلدآلبوم دیوا فیلم‌برداری شده‌است. ویدئو لِنِکس را نشان می‌دهد که در اتاق گریم روبه‌روی یک آینه نشسته، به خودش خیره شده و صورتش را آرایش می‌کند. از اواسط ویدئو، او کاملاً آرایش شده و با لباسی که روی جلد دیوا پوشیده بود دیده می‌شود. ادامهٔ ویدئو شامل تصاویری از لِنِکس است که برای دوربین‌ها ژست می‌گیرد و هم‌زمان ترانه را می‌خواند. این ویدئو در مراسم جوایز موزیک ویدئوی ام‌تی‌وی ۱۹۹۲ جایزهٔ «بهترین ویدئوی خوانندهٔ زن» را دریافت کرد.

## موقعیت در جدول‌های فروش
| چارت موسیقی (۱۹۹۲)                      | بالاترین جایگاه |
| --------------------------------------- | --------------- |
| جدول‌های ای‌آرآی‌ای استرالیا               | ۱۷              |
| او۳ تاپ ۴۰ اتریش                        | ۱۱              |
| اولتراتاپ بلژیک (فلاندرز)               | ۴               |
| آرپی‌اِم کانادا                           | ۷               |
| جدول بزرگسالان معاصر مجلهٔ آرپی‌ام کانادا | ۳               |
| آی‌اف‌پی‌آی دانمارک                        | ۹               |
| ۱۰۰ تک‌آهنگ داغ اروپایی                  | ۳               |
| جدول کنترل رسانه آلمان                  | ۱۲              |
| جدول تک‌آهنگ‌های ایرلند                   | ۵               |
| جدول Musica e dischi ایتالیا            | ۱               |
| جدول ۴۰ آهنگ برتر هلند                  | ۶               |
| جدول ۱۰۰ تک‌آهنگ برتر هلند               | ۸               |
| جدول انجمن صنعت ضبط نیوزیلند            | ۱۵              |
| وی‌جی-لیستای نروژ                        | ۶               |
| LP3 لهستان                              | ۶               |
| جدول سازنده‌های موسیقی اسپانیا           | ۱۱              |
| Sverigetopplistan سوئد                  | ۱۰              |
| جدول موسیقی سوئیس                       | ۶               |
| جدول تک‌آهنگ‌های بریتانیا                 | ۵               |
| ۱۰۰ تک‌آهنگ داغ بیلبورد                  | ۳۴              |
| جدول معاصر بزرگسالان بیلبورد            | ۶               |
| ترانه‌های آلترناتیو بیلبورد              | ۱۲              |